# Hiraoka Masahide
Hiraoka Masahide (平岡将豪 Hiraoka, Masahide, sinh ngày 12 tháng 5 năm 1995 ở Yoshitomi, Fukuoka) là một cầu thủ bóng đá người Nhật Bản thi đấu cho Iwaki FC.

## Thống kê câu lạc bộ
Cập nhật đến ngày 23 tháng 2 năm 2018.
| Thành tích câu lạc bộ | Thành tích câu lạc bộ | Thành tích câu lạc bộ   | Giải vô địch | Giải vô địch | Cúp                   | Cúp                   | Tổng cộng | Tổng cộng |
| Mùa giải              | Câu lạc bộ            | Giải vô địch            | Số trận      | Bàn thắng    | Số trận               | Bàn thắng             | Số trận   | Bàn thắng |
| Nhật Bản              | Nhật Bản              | Nhật Bản                | Giải vô địch | Giải vô địch | Cúp Hoàng đế Nhật Bản | Cúp Hoàng đế Nhật Bản | Tổng cộng | Tổng cộng |
| --------------------- | --------------------- | ----------------------- | ------------ | ------------ | --------------------- | --------------------- | --------- | --------- |
| 2014                  | Nagano Parceiro       | J3 League               | 0            | 0            | 0                     | 0                     | 0         | 0         |
| 2015                  | Nagano Parceiro       | J3 League               | 1            | 0            | –                     | –                     | 1         | 0         |
| 2015                  | Azul Claro Numazu     | JFL                     | 11           | 4            | –                     | –                     | 11        | 4         |
| 2016                  | Nagano Parceiro       | J3 League               | 1            | 0            | –                     | –                     | 1         | 0         |
| 2016                  | Iwaki FC              | JPL (Fukushima, Div. 2) | 1            | 5            | –                     | –                     | 1         | 5         |
| 2017                  | Iwaki FC              | JPL (Fukushima, Div. 1) | ?            | ?            | 3                     | 2                     | ?         | ?         |
| Tổng cộng sự nghiệp   | Tổng cộng sự nghiệp   | Tổng cộng sự nghiệp     | 14           | 9            | 3                     | 2                     | 17        | 11        |